# دينيس يوهانسون
دينيس يوهانسون (بالفنلندية: Denis Johansson)‏ هو عداء المسافات المتوسطة فنلندي، ولد في 8 أبريل 1928، وتوفي في 17 يناير 1991.

## وصلات خارجية
- دينيس يوهانسون على موقع أوليمبيديا (الإنجليزية)